# Stanisław Moszczeński
Stanisław Moszczeński (ur. 1734 w Krakowie, zm. 11 listopada 1790 w Lipsku) – polski językoznawca doby Oświecenia
Pochodził z rodu Moszczeńskich herbu Nałęcz. Kształcił się na Akademii Krakowskiej, a następnie na Uniwersytecie w Lipsku. W 1771 roku został magistrem filozofii. 
Większość dorosłego życia spędził w Saksonii. W pracy naukowej zajmował się tłumaczeniami z języków polskiego, niemieckiego i francuskiego, opracowywaniem podręczników z zakresu gramatyki, a także edycją słowników i encyklopedii.

## Dzieła
- De re nummaria Poloniae ante Venceslaum et Casimirum M. Reges. Auctoritate ordinis philosophorum amplissimi disputat M. Stanislaus Nałęcz Moszczeński respondente Casparo Guillelmo Hoffmanno Smieglensi Polono philosophiae et S. S. theologiae studioso ad d. XXI Octobr. MDCCLXXV.
- Facile, etendue et fondamentale Grammaire Francoise recueillie de Mr. Restaut et d'autres savant Grammarriens accomodée a l'etude de la jeunesse polonaise par Stanislas Nałęcz Moszczeński. a Danzig, Herman Floorcke 1774. (Na 2 karcie:) Snadna, gruntowna, obszerna grammatyka francuzka z P. Restant i innych uczonych francuskich pisarzów zebrana dla polskiey oboiey płci uczących y uczących się przez Stanisława Nałęcz Moszczeńskiego szlachcica polskiego.
- Stricturae in sententiam de Lecho Dobneri.
- Vollständiges deutsches und polnisches Wörter-Buch, welches die gebräuchlichsten Wörter und Redens-Arten, auch vornehmsten Kunst und Handwerks-Wörter enthält, als M. A. Trotzens Polnischen Wörterbuches letzter Theil herausgegeben durch Stanislaus Nałęcz Moszczeński.